# Улица Войкова (Сочи)
У́лица Во́йкова — одна из центральных и главных улиц города Сочи, Краснодарский край, Россия. Названа в честь советского партийного деятеля Петра Лазаревича Войкова.

## Расположение
Соединяет Сочинский морской вокзал с Параллельной улицей в Завокзальном микрорайоне.

## История
Первоначально была частью главной торговой улицы старого Сочи — Пластунской, начальным её участком, идущим от моря. Современное название улица получила в 1927 году.
В прошлом являлась основной деловой улицей города и называлась местными жителями «Бродвеем». В самом начале улицы находилось двухэтажное здание гостиницы «Лондон». Рядом с ней располагалась окружённая торговыми лавками и кофейнями базарная площадь. Также на улице находились телеграф, поликлиника, гостиница «Пассаж», другие значимые учреждения. В XIX веке улица с обеих сторон была обсажена ровными строями тополей. На многих открытках начала XX века улица так и именуется — «Тополёвая аллея». Позже деревья стали мешать прокладке телефонных проводов и их ликвидировали. Факт вырубки тополей вызвал возмущение горожан.
В 1910 году у перекрёстка с Курортным проспектом были построены два здания в стиле «модерн», составлявшие единый архитектурный ансамбль. В первом расположился телеграф, во втором — магазин купцов греческого происхождения Торговый Дом братьев Черномордик. После революции торговый дом был национализирован и переименован в «Гастроном № 1». После Великой Отечественной войны директором магазина был назначен Герой Советского Союза Иван Николаевич Поцелуев, проработавшей в этой должности около 50 лет. По фамилии директора магазин получил народное название «Поцелуевский». В 1987 году здания телеграфа (к тому времени занимаемое ЗАГСом Центрального района) и гастронома получили статус памятников истории и культуры регионального значения, причём магазин официально стал именоваться «Гастроном Поцелуева».
Из первоначальных построек к началу 1990-х годов сохранились только здания телеграфа и Поцелуевского гастронома. Гостиница «Лондон» была разрушена оползнем, остальные исторические постройки снесены в 1975—1980 годах в рамках борьбы за «образцовый социалистический курорт».
В 2002 году «Гастроном Поцелуева» был продан ООО «Лиратон», которое затем предало его ЗАО «Интеко-Сочи» (обе компании контролировались предпринимателем Виктором Батуриным). Историческое здание снесли «из-за ветхости», и в 2012—2013 годах на его месте было возведено новое шестиэтажное здание торгового центра по проекту А. В. Сухорукова.
На XI международном инвестиционном форуме «Сочи-2012» был представлен макет будущего обустройства улицы Войкова.

## Достопримечательности
- № 1 — Морской вокзал Сочи
- № 14 — Отдел ЗАГС Центрального района города Сочи, до 1979 года — Сочинский телеграф (Узел связи). Постройка 1910 года. Памятник архитектуры регионального значения.
- № 45 — Редакция газеты «Черноморская здравница»